# Олжабай-батира
Олжаба́й-бати́ра (каз. Олжабай батыр) — село у складі Єрейментауського району Акмолинської області Казахстану. Адміністративний центр сільського округу Олжабай-батира.
Населення — 1085 осіб (2021; 1322 у 2009, 1642 у 1999, 1983 у 1989).
Національний склад станом на 1989 рік:
- казахи — 28 %;
- росіяни — 26 %;
- німці — 25 %.

До 2004 року село називалося Благодатне.